# Апухтина, Нина Георгиевна
Ни́на Гео́ргиевна Апу́хтина (29 августа 1949, Пласт, Челябинская область — 9 ноября 2020, Челябинск) — доктор философских наук, профессор, заслуженный работник высшей школы, профессор кафедры философских наук Челябинского государственного института культуры, известна работами в области проблем глобалистики, глобально-экологического мышления, толерантности.

## Биография
По окончании естествественно-географического фаукультета ЧГПИ (1971) преподавала химию и биологию в ГПТУ № 25 г. Челябинска. С 1972 в ЧГИК: ассистент, старший преподаватель, доцент, профессор (2001). С 1983 заведующий кафедрой философских наук, с 2002 проректор по научной работе. Основатель и бессменный директор Регионального института философских и культурологических исследований.
В 1981 окончила аспирантуру МГУ, защитила кандидатскую диссертацию «Методологический анализ соотношения эмпирического и теоретического знания в современной биологии»; в 2000 — докторскую «Отечественные истоки глобально-экологического мышления: историко-философский анализ». Преподавала авторские курсы «Философия», «Философия культуры», «Концепции современного естествознания» для студентов и аспирантов, спецкурсы «Глобальные проблемы современности», «Фрейдизм и современность», «Наука и паранаука». Инициатор и руководитель крупных коллективных исследований «Философия человека в контексте культуры» и «Совершенствование теории и практики преподавания социально-гуманитарных дисциплин в вузе культуры и искусства». Организатор международных научных конференций — «Пути формирования культуры студенческой молодежи», «Проблема духовности человека в раскрывающихся горизонтах отечественной философии», «Религия — культура — библиотека», «Современная западная философия: мир человека и мир культуры на пороге третьего тысячелетия», «Философское сознание в постмарксистском состоянии», «Человек — экология — культура», «Славянский научный собор» и других. Участница многочисленных международных и всероссийских научных съездов, конгрессов, конференций.
Под руководством Н. Г. Апухтиной 22 аспиранта и соискателя стали кандидатами философских наук и культурологии. Является автором двух монографий, 4 учебных пособий, научный редактор 15 сборников научных работ, более трехсот научных статей.